# Торрес Гарсия, Хоакин
Хоакин Торрес Гарсия (исп. Joaquín Torres-García; 28 июля 1874, Монтевидео — 8 августа 1949, Монтевидео) — уругвайский художник, живописец, скульптор, писатель, педагог и теоретик искусства.

## Жизнь и творчество
Хоакин Торрес Гарсия родился и провёл детство в Монтевидео, столице Уругвая, в небогатой семье испанских эмигрантов. Начальное образование получил дома, где ему преподавала мать, школу не посещал. В 1891 году его отец с женой и тремя детьми вернулся на родину, в Испанию. Семья поселилась в Барселоне, столице Каталонии. Хоакин учился в барселонской Школе изобразительных искусств. В Барселоне Торрес Гарсия жил с 1892 по 1914 год. В первое время после окончания учёбы работал художником-иллюстратором, как художественной литературы, так и различных католических журналов (например Revista Popular). В рисунках Х.Торреса-Гарсия того времени ощущается влияние Анри де Тулуз-Лотрека.
В дальнейшем Торрес Гарсия считал себя представителем каталонской культуры. Торрес Гарсия работал в разных странах: во Франции, Италии, США. Ему удавалось соединять классику и авангард, традиции и современность, натурализм и абстракцию. Его ранний живописный стиль эволюционировал от неоклассицизма к неопластицизму, конструктивизму и абстрактному искусству. Тем не менее, Торрес Гарсия считается одним из главных представителей антимодернистского движения новесентизма, или «Каталонского обновления» (Catalonia noucentistа; игра слов: nou — девять, в значении: девятисотые годы, и nou — новый). В 1908 году в Барселоне Хоакин Торрес Гарсия женился на Манолите Пинье де Рубьес. В браке родились четверо детей.
В 1910 году он выполнил заказ по оформлению уругвайского павильона для Всемирной выставки в Брюсселе. Торрес Гарсия сотрудничал с каталонским архитектором Антонио Гауди, проектировал витражи для храма Саграда-Фамилия в Барселоне (1903). Для алтаря готического собора в Пальма-де-Майорка он сделал небольшие витражи (1904—1905). В 1920 году уехал в Нью-Йорк. В 1924—1932 годах работал во Франции. До 1926 года жил в средиземноморском городке Вильфранш-сюр-Мер близ Ниццы, а затем уехал в Париж. Путешествовал по Италии.
Торрес Гарсия и Пабло Пикассо были современниками, оба испанцы и реформаторы искусства. Оба подолгу работали в Париже. Пикассо говорил Гарсия: «Не езжай в Америку, потому что это будет все равно, что прыгнуть в пустоту». В своём живописном творчестве Торрес Гарсия, как и Пикассо, соединял кубизм, неопластицизм, дадаизм, сюрреализм и абстракцию. В Париже, совместно с художником Жаном Элионом, Торрес Гарсия занимал рабочее ателье, а в 1930 году при поддержке Мишеля Сёфора, создал группу «Круг и квадрат» (фр. Cercle et Carré, 1929—1930). Дружба с голландским архитектором Тео Ван Дусбургом способствовала участию Хоакина Торрес Гарсия в организации выставки «Золотое сечение» (1912), объединений «Конкретное искусство» (Art Concret, 1930) и «Абстракция-Творчество» (Abstraction-Creation, 1931—1936). В поездках по разным странам он прочитал более пятисот лекций о современном искусстве, писал полемические статьи о классической и современной культуре.
Торрес Гарсия считал себя продолжателем древних традиций средиземноморской культуры и, одновременно, художником авангарда. Он разработал уникальный стиль, впервые описанный как «Art Constructif». Испытывая со временем всё более серьёзные финансовые затруднения, Торрес Гарсия в 1932 году уехал из Парижа в Мадрид. В Мадриде он основал школу «Конструктивное искусство» (Arte Constructivo). В 1934 году художник возвратился на родину, в Уругвай. Основал Школу искусств в Монтевидео. В Южной Америке Торрес Гарсия стал лидером движения «Всеобщий конструктивизм» (Universalismo Constructivo). В Монтевидео он создал «Ассоциацию конструктивного искусства» (Asociación de Arte Constructivo, AAC), преподавал живопись, пропагандировал собственную теорию об особом пути латиноамериканского искусства. Он создавал школы-мастерские «Asociación de Arte Constructivo» (Ассоциация конструктивного искусства) и «Эль Тальер Торрес Гарсия» в Монтевидео. В это же время Торрес Гарсия стал интересоваться первобытным, примитивным и доколумбовским искусством Америки.
Крупные ретроспективные выставки произведений художника проходили в Париже (1927, 1928, 1929, 1955), Барселоне (1926), Амстердаме (1961), Нью-Йорке (1921, 1922, 1924, 1976, 2015, 2018), Мадриде (1933). В 1930 году Торрес Гарсия организовал крупную международную выставку абстрактного искусства в Париже. Деятельность Торреса Гарсия способствовала проникновению в уругвайское искусство европейских модернистских течений, в том числе кубизма и абстракционизма. В уругвайской столице ныне открыт Музей Торреса-Гарсия.
В 1911 году Торрес Гарсия показал свою самую известную неоклассическую картину «Философия Десятой музы» на VI Международной выставке искусств в Барселоне. Ныне она экспонируется в Центре искусств королевы Софии в Мадриде. В 1912 году состоялась совместная выставка произведений Торреса-Гарсии и Пабло Пикассо. В мае 1913 года Торрес Гарсия опубликовал книгу (собрание очерков) «Заметки об искусстве». В том же году он приступил к созданию росписей атриума Дворца генералитета (Дома правительства) Барселоны. Торрес Гарсия автор книг «Открытие себя» (El Descubrimiento de sí mismo) и «Эволюционист» (Evolucionista, 1916). В 1935 году в Мадриде Торрес Гарсия завершил работу над рукописью «Конструктивное искусство» (Arte Constructivo), изданной под названием «Структура» (Estructura) и посвященной его другу Питу Мондриану. В 1937 году опубликовал автобиографический роман «История моей жизни».
Торрес Гарсия скончался 8 августа 1949 года в Монтевидео, во время подготовки двух персональных выставок: одной в галерее Сидни Яниса в Нью-Йорке и другой в Панамериканском союзе в Вашингтоне. Манолита пережила мужа более, чем на 45 лет, и умерла в 1994 году в возрасте 111 лет.

## Работы
- Notes sobre art. Barcelona 1913.
- Diàlegs. Terrassa 1915.
- El descubrimiento de sí mismo. Girona 1917.
- Estructura. 1935.
- Historia de mi Vida. Montevideo 1939.
- Universalismo Constructivo: contribución a la unificación del arte y la cultura de América. 1943.

- Роспись в барселонском Дворце правительства
- Роспись в барселонском Дворце правительства